# Marc Le Goupils
Marc Le Goupils (1860-1942), est un homme politique français, président du Conseil général de Nouvelle-Calédonie du 4 novembre 1901 au 2 novembre 1902.

## Origines familiales
Marc Charles Marie Le Goupils est né à Sainte-Marie-du-Mont le 27 janvier 1860 dans une famille de notables de la Manche. Son père est médecin et sa mère est femme au foyer. Il est le septième d'une fratrie de onze enfants. Il a épousé en 1885 à Paris Marcelle Adam qui lui donnera cinq enfants. Il est décédé le 23 avril 1942 (à 82 ans).

## Études en France
Agrégé de l'Université, il est un ancien élève de l’École normale supérieure, promotion Lettres, en 1880.

## Carrière en France
Il fut professeur de première au Lycée Louis-le-Grand.

## Carrière en Nouvelle-Calédonie[4]

### La vie de planteur
En 1898, poussé par le goût de l'aventure coloniale, il part en Nouvelle-Calédonie avec ses deux frères, le Docteur Joseph le Goupils, maire de Sainte-Marie-du-Mont (?), et Isidore le Goupils, professeur agrégé au lycée de Rouen. Félix Roumy, receveur de l'enregistrement, beau-frère de Joseph le Goupils, se joint à eux.
Ces quatre Normands font en commun l'acquisition à Nassirah, près de Boulouparis, de la propriété Warnery, plantation de caféiers et station de 600 hectares qui en fait bientôt 1 200 par divers accroissements.
Il y aura à Nassirah jusqu'à 700 têtes de bétail et l'on y ramassera annuellement de 10 à 15 tonnes de café.

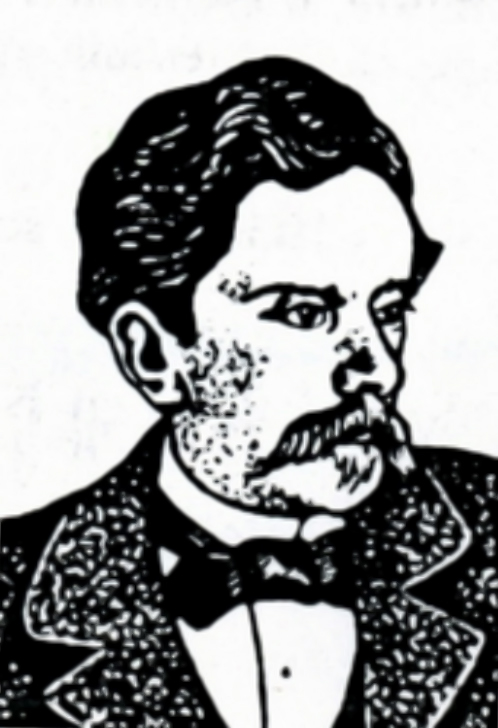
Marc Le Goupils, président du Conseil général de la Nouvelle-Calédonie en 1901.

### La carrière politique
Marc Le Goupils est élu membre du Conseil général en 1900, dont il devient en 1901 le président,.

## Le retour en France
Son opposition ouverte à « l'administration autocratique » du gouverneur Paul Feillet et à ses procédés de gestion lui valent quelques ennuis personnels si bien qu'il quitte la colonie en juillet 1904 et reprend à la rentrée suivante sa chaire au lycée Louis-le-Grand.

## L'écrivain[7]
| Titre de la publication | Description matérielle | Édition                                                                          |
| --- | ---------------------- | -------------------------------------------------------------------------------- |
| Le Carrefour | In-16, 288 p.          | Paris : B. Grasset , 1914                                                        |
| Comment on cesse d'être colon - six années en Nouvelle Calédonie | 1 vol. (368 p.)        | Paris : B. Grasset , 1910                                                        |
| Dans la brousse calédonienne - souvenirs d'un ancien planteur, 1898-1904 | 1 vol. (304 p.)        | Niort : Impr. Saint-Denis ; Paris : Perrin et Cie, libr.-éditeurs , 1928 (7 mai) |
| Discours prononcé à la distribution des prix du lycée de Bourg, le 2 août 1884 Note : L'Adoucissement des mœurs dans l'Université | In-16, 16 p.           | Bourg : impr. de V. Authier , 1884                                               |
| Les Filles du pionnier | 267 p.                 | Paris : Hachette , 1911                                                          |
| L’œuvre du gouverneur Feillet en Nouvelle-Calédonie | 1 pièce (46 p.)        | Nouméa : Nouvelle impr. nouméenne , 1902                                         |
| La Question du Vau-de-Vire. Olivier Basselin et les insurrections normandes. Note : Extr. de la Revue bleue, 10 mai 1890 | Paginé 601-604         | [S. l.] , 1890                                                                   |
| Dossiers biographiques Boutillier du Retail. Documentation sur Olivier Basselin Collecteur : Armand Boutillier du Retail (1882-1943) | 2 pièces               | Paris : Revue bleue , 1874-1890                                                  |
| Un type de colonisation administrative : la crise coloniale en Nouvelle-Calédonie, par Marc Le Goupils, ... Note : La Science sociale suivant la méthode d'observation, 20e année, deuxième période, 18e fascicule. Série IX : émigration et colonisation | In-8° , 100 p., fig.   | Paris : bureaux de la "Science sociale" , 1905                                   |